# ألفارو غونزاليز (لاعب كرة قدم مواليد 1990)
ألفارو غونزاليز سوبيرون (بالإسبانيةÁlvaro González : Soberón؛ مواليد 8 يناير 1990) ويسمى بالاختصار ألفارو، وهو لاعب كرة قدم إسباني يلعب كقلب دفاع. احترف في السعودية في نادي النصر ونادي القادسية.

## روابط خارجية
- ألفارو غونزاليز سوبيرون على موقع إي إس بي إن إف سي (الإنجليزية)
- ألفارو غونزاليز سوبيرون على موقع قاعدة بيانات كرة القدم.إي يو (الإنجليزية)
- ألفارو غونزاليز سوبيرون على موقع ليكيب (الفرنسية)
- ألفارو غونزاليز سوبيرون على موقع Soccerbase.com (لاعب) (الإنجليزية)
- ألفارو غونزاليز سوبيرون على موقع Soccerway.com (الإنجليزية)
- ألفارو غونزاليز سوبيرون على موقع عالم كرة القدم.نت (الإنجليزية)
- ألفارو غونزاليز سوبيرون على موقع AS.com (الإسبانية)